# Bury
Bury (bɛri) (bʊri) je město a metropolitní distrikt v regionu Severozápadní Anglie spadající pod metropolitní hrabství Velký Manchester.

## Charakteristika města
Bury leží na řece Irwell asi 13 km severně od centra Manchesteru, 9 km západně od Rochdale a 9 km východně od Boltonu. Je obklopeno několika menšími sídly, se kterými společně tvoří stejnojmenný metropolitní distrikt. Historicky patří do hrabství Lancashire.
Město zažilo bouřlivý rozvoj během průmyslové revoluce, zejména zásluhou rozmachu textilního průmyslu. V současnosti je známé hlavně pro své rozlehlé tržiště, jehož význam ještě vzrostl po zavedení tramvajové dopravy do centra města.

## Historie
Bury vzniklo kolem starobylého tržiště, existují však důkazy o ještě starším osídlení v době římské nadvlády. Mezi nejstarší částečně dochované stavby patří hrad v Bury, postavený v roce 1469 Thomasem Pilkingtonem.
Mezi roky 1801 a 1830 se populace města více než zdvojnásobila z 7072 na 15 086 obyvatel. V této době dochází k masivnímu rozvoji průmyslu v městě a okolí. Tento vývoj trval po celé 19. století, vznikaly stále nové, převážně textilní, továrny a s tím byl spojená i rozvoj dopravy. Vznikl vodní kanál, spojující Manchester s Bury a Boltonem, později též železniční trať do Manchesteru. V roce 1901 už mělo město více než  58 000 obyvatel.
Po druhé světové válce došlo k razantnímu úpadku textilního průmyslu jak v Bury, tak v okolních městech. V posledních letech je Bury důležitým předměstím Manchesteru, kam také většina obyvatel dojíždí do zaměstnání.

## Doprava
V Bury je konečná stanice tramvajového systému Manchester Metrolink, který spojuje centrum Manchesteru s okolními městy v oblasti Velkého Manchesteru. Město je dále obsluhováno autobusovou a vlakovou dopravou a v jeho těsné blízkosti vede dálnice M66.

## Sport
V městě sídlí fotbalový klub Bury FC, hrající své zápasy na stadionu Gigg Lane. Klub byl založen mezi lety 1885 a 1889 a v současnosti hraje League Two, která je čtvrtou nejvyšší fotbalovou soutěží v Anglii.

## Partnerská města
- Angoulême, město v jihozápadní Francii
- Tulle, malé město ve Francii
- Schorndorf, středověké město v Německu
- Woodbury, New Jersey, město v USA
- Ta-tchung, město v Číně

## Fotogalerie

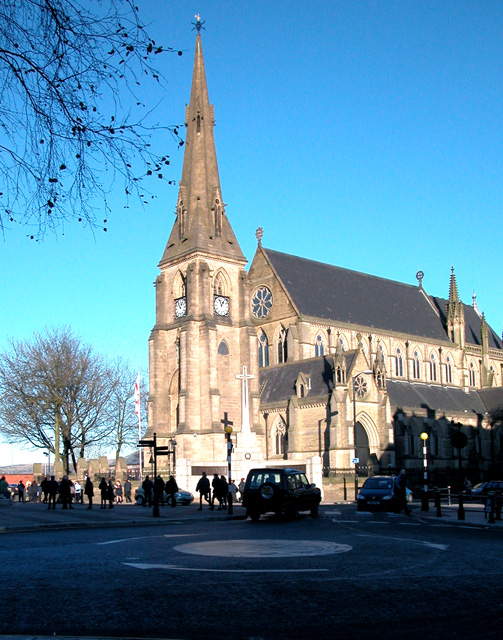
Farní kostel v Bury
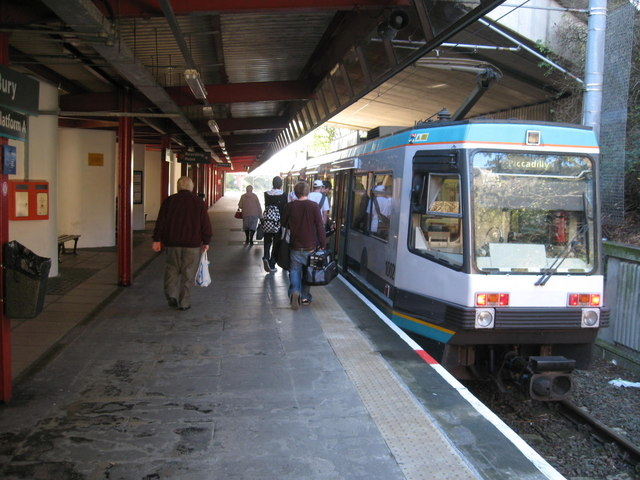
Tramvajová doprava Metrolink
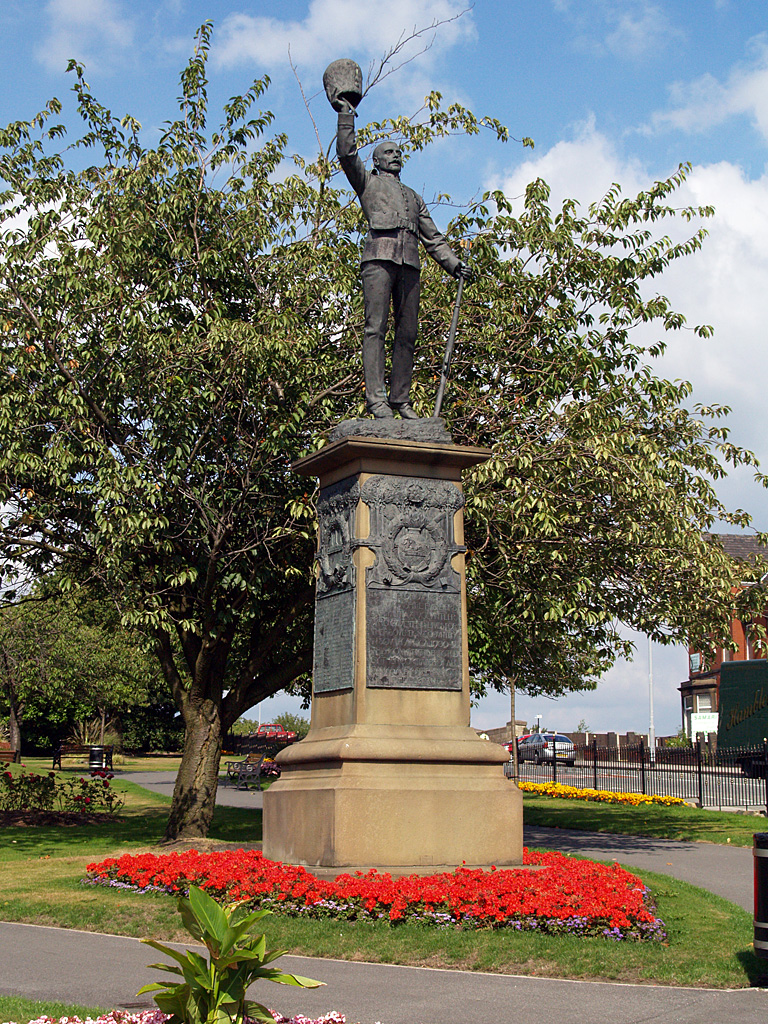
Památník válečným hrdinům
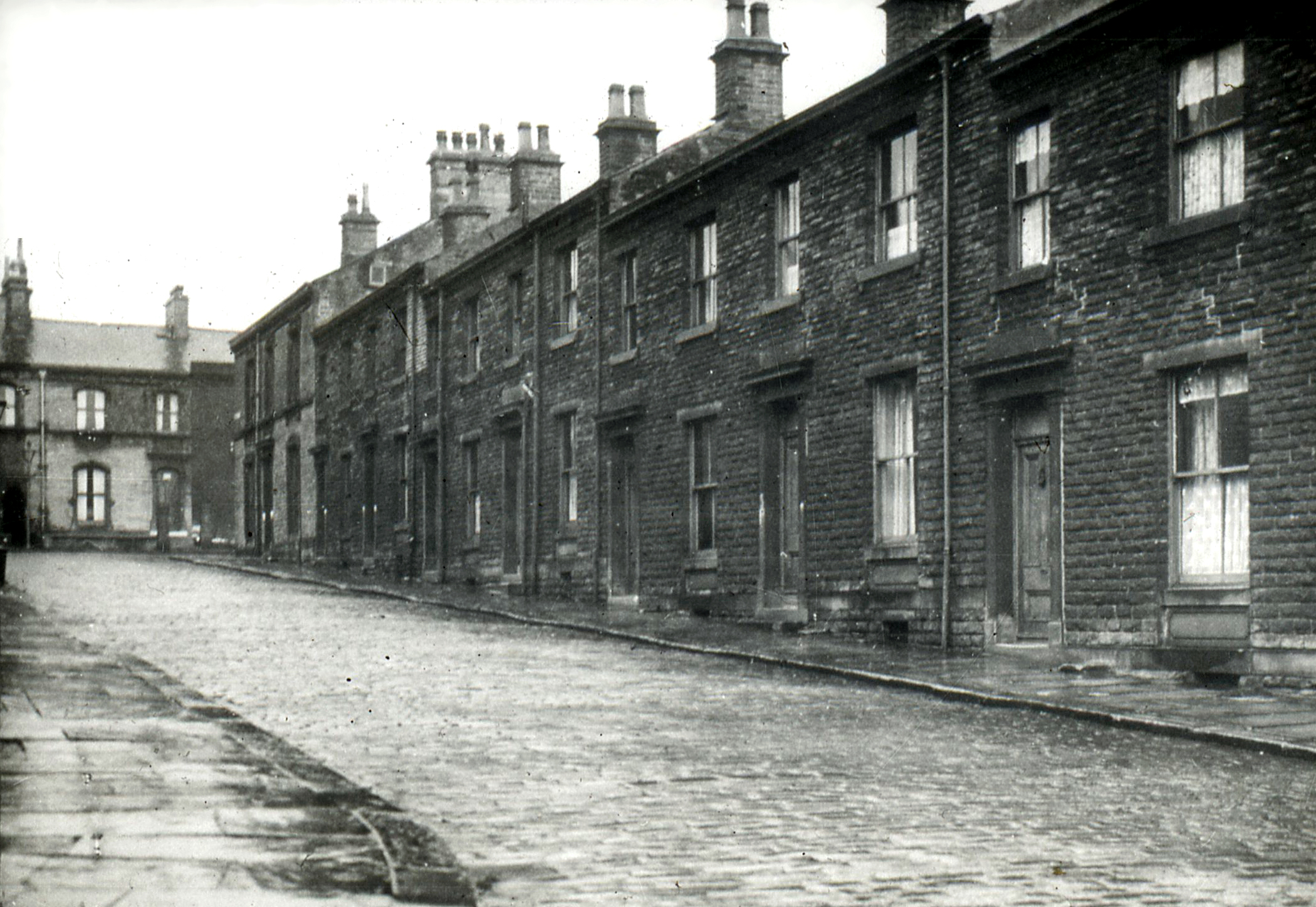
Typická řadová zástavba v Bury, snímek z roku 1958